# 1. HOL za muškarce 2010./11.
Prvu hrvatsku ligu, drugi rang odbojkaškog prvenstva Hrvatske za muškarce za sezonu 2010./11., u kojem je sudjelovalo osam klubova, je osvojila momčad Vukovara.

## Ljestvica
| mj | klub                          | ut | pob | por | set+ | set- | bod |
| -- | ----------------------------- | -- | --- | --- | ---- | ---- | --- |
| 1. | Vukovar (Vukovar)             | 14 | 12  | 2   | 38   | 11   | 36  |
| 2. | Rovinj (Rovinj)               | 14 | 11  | 3   | 35   | 12   | 33  |
| 3. | Mladost II (Kaštel Lukšić)    | 14 | 9   | 5   | 32   | 21   | 27  |
| 4. | Split (Split)                 | 14 | 8   | 6   | 27   | 25   | 23  |
| 5. | Gornja Vežica (Gornja Vežica) | 14 | 8   | 6   | 28   | 27   | 22  |
| 6. | Zadar (Zadar)                 | 14 | 5   | 9   | 23   | 32   | 16  |
| 7. | Brod (Slavonski Brod)         | 14 | 2   | 12  | 10   | 37   | 6   |
| 8. | Goran (Bibinje)               | 14 | 1   | 13  | 11   | 39   | 5   |